# 伊萨高恩多阿
伊萨高恩多阿（西班牙語：Izagaondoa）是西班牙纳瓦拉的一个市镇。总面积59平方公里，总人口167人（2001年），人口密度3人/平方公里。